# Penryn (procesor)
Penryn – nazwa kodowa procesora serii Intel Core 2 wykonanego w technologii 45 nm do komputerów przenośnych zawierającego 228 milionów tranzystorów i 2, 3 lub 6 MB pamięci podręcznej drugiego poziomu (L2) Penryn-3M, 410 milionów tranzystorów i 6 MB pamięci podręcznej drugiego poziomu (L2) dla procesorów dwurdzeniowych oraz 820 milionów tranzystorów i 2x6 MB dla procesorów czterordzeniowych.
Procesory Penryn są wyposażone w podstawkę Socket P lub obudowy BGA956, µFC-BGA 956.
Procesory Intela wykonane w technologii 45 nm mają bardzo dobry potencjał przetaktowywania. Zużywają także mało energii elektrycznej przy zastosowaniu technologii SpeedStep, co sprawia, że w porównaniu ze starszym procesem technologicznym zyskuje się kilkanaście °C przy takim samym taktowaniu rdzenia. 

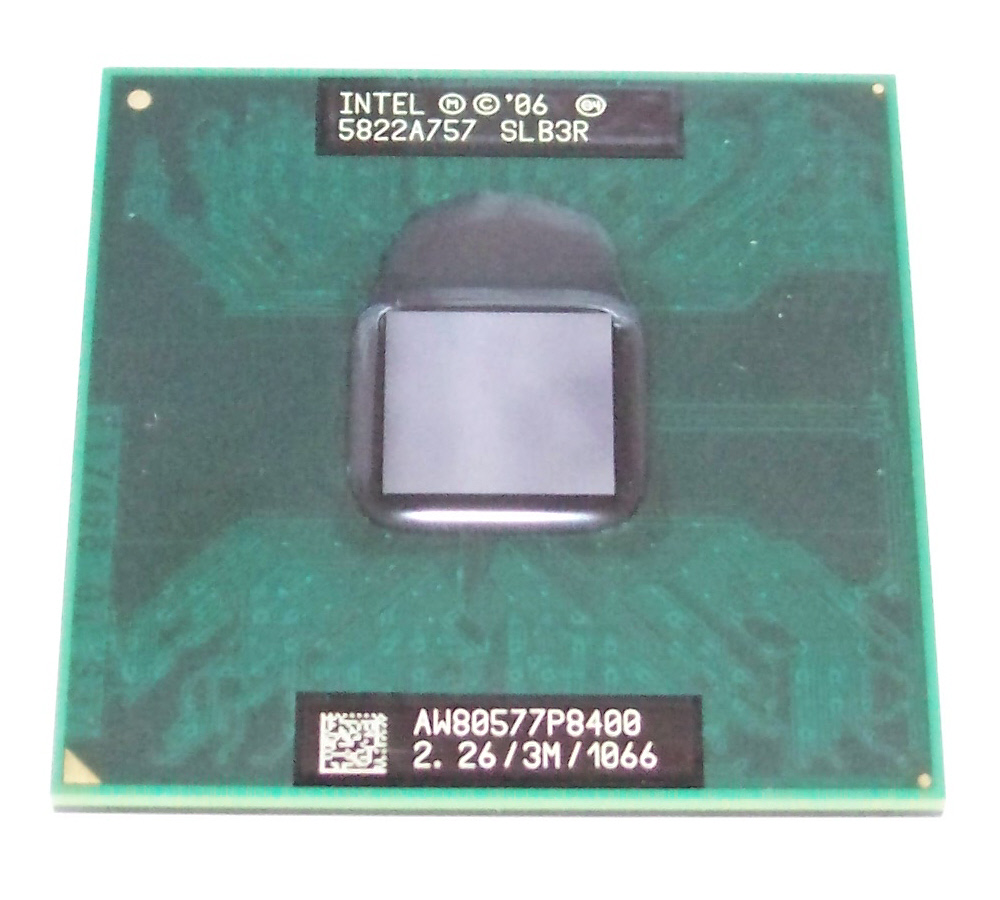
Processor Intel Mobile P8400 2.26GHz/3MB/1066 AW80577SH0513M Penryn-3M SLB3R

## Udoskonalenia
1. Modyfikacja rdzeni w celu osiągnięcia większego współczynnika IPC (Instructions per cycle) Instrukcji na cykl
2. Zwiększenie taktowania szyny systemowej do 1066 (niektóre modele 800) MHz.
3. Dodanie 47 instrukcji SSE4 przyspieszających gry i obróbkę multimediów.
4. Możliwość stosowania połówkowych mnożników.
5. 45 nm proces technologiczny - mniejsze zużycie energii, mniejsze wydzielanie ciepła, lepsze możliwości overclockingu.

## Modele procesorów
| Nazwa kodowa | Nazwa serii    | Lista Modeli   | Liczba rdzeni | Pamięć L2  | Gniazdo          | TDP     |
| ------------ | -------------- | -------------- | ------------- | ---------- | ---------------- | ------- |
| Penryl-L     | Core 2 Solo    | SU3xxx         | 1             | 3MB        | BGA956           | 5,5W    |
| Penryn-3M    | Core 2 Duo     | SU7xxx, SU9xxx | 2             | 3MB        | BGA956           | 10W     |
| Penryn       | Core 2 Duo     | SL9xxx         | 2             | 6MB        | BGA956           | 17 W    |
| Penryn       | Core 2 Duo     | SP9xxx         | 2             | 6MB        | BGA956           | 25/28 W |
| Penryn-3M    | Core 2 Duo     | P7xxx, P8xxx   | 2             | 3MB        | Socket P, FCBGA6 | 25 W    |
| Penryn       | Core 2 Duo     | P9xxx          | 2             | 6MB        | Socket P, FCBGA6 | 25 W    |
| Penryn-3M    | Core 2 Duo     | T6xxx          | 2             | 2MB        | Socket P, FCBGA6 | 35 W    |
| Penryn-3M    | Core 2 Duo     | T8xxx          | 2             | 3MB        | Socket P, FCBGA6 | 35 W    |
| Penryn       | Core 2 Duo     | T9xxx          | 2             | 6MB        | Socket P, FCBGA6 | 35 W    |
| Penryn       | Core 2 Duo     | E8x35          | 2             | 6MB        | Socket P         | 35-55 W |
| Penryn-QC    | Core 2 Quad    | Q9xxx          | 4             | 2x3-2x6 MB | Socket P         | 45 W    |
| Penryn XE    | Core 2 Extreme | X9xxx          | 2             | 6MB        | Socket P         | 44 W    |
| Penryn-QC    | Core 2 Extreme | QX9xxx         | 4             | 2x6MB      | Socket P         | 45 W    |
| Penryn-3M    | Celeron        | T3xxx          | 2             | 1MB        | Socket P         | 35 W    |
| Penryn-3M    | Celeron        | SU2xxx         | 2             | 1MB        | µFC-BGA 956      | 10 W    |
| Penryn-L     | Celeron        | 9xx            | 1             | 1MB        | Socket P         | 35 W    |
| Penryn-L     | Celeron        | 7x3            | 1             | 1MB        | µFC-BGA 956      | 10 W    |
| Penryn-3M    | Pentium        | T4xxx          | 2             | 1MB        | Socket P         | 35 W    |
| Penryn-3M    | Pentium        | SU4xxx         | 2             | 2MB        | µFC-BGA 956      | 10 W    |
| Penryn-L     | Pentium        | SU2xxx         | 1             | 2MB        | µFC-BGA 956      | 5,5 W   |